# Pan Fu

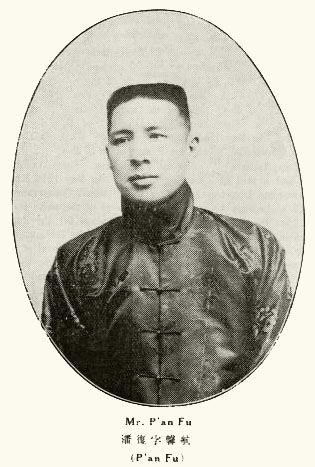
Pan Fu, homme politique de la République de Chine dans les années 1920

Pan Fu (22 novembre 1883 – 12 septembre 1936) est un homme politique chinois qui fut Premier ministre de la république de Chine de 1927 à 1928 à l'époque du gouvernement de Beiyang. Il est ministre des Finances par intérim du 24 juillet 1920 au 11 août 1920, puis de nouveau du 11 juin 1921 au 28 octobre 1921 quand il cède sa place à Li hiwei. Il est ministre des Finances du 1er octobre 1926 au 12 janvier 1927 et devient Premier ministre et ministre des Transports le 12 janvier 1927 : il est en poste jusqu'au 3 juin 1928.